# Vernou-en-Sologne
Vernou-en-Sologne – miejscowość i gmina we Francji, w Regionie Centralnym, w departamencie Loir-et-Cher.
Według danych na rok 1990 gminę zamieszkiwały 543 osoby, a gęstość zaludnienia wynosiła 11 osób/km² (wśród 1842 gmin Regionu Centralnego Vernou-en-Sologne plasuje się na 650. miejscu pod względem liczby ludności, natomiast pod względem powierzchni na miejscu 90.).